# Ceduła giełdowa
Ceduła giełdowa – publikowany codziennie przez giełdy urzędowy wykaz kursów walut, dewiz i papierów wartościowych lub cen towarów, według których dokonywano transakcji giełdowych.